# Alison Moyet
Geneviève Alison Jane Moyet (Billericay, 18 giugno 1961) è una cantante britannica di musica pop rock.
Ha iniziato utilizzando la sua voce contraddistinta da potenti toni bassi, a cavallo tra blues e soul, in un contesto elettronico synthpop ed electropop. Ha raggiunto il successo internazionale con il duo Yazoo insieme al tastierista Vince Clarke, già membro fondatore dei Depeche Mode.
Ha intrapreso poi la carriera solista, orientata inizialmente più verso il pop per passare poi al rock, dando ampio spazio al sottogenere romantico della ballad e a numerose cover di brani di altri artisti, tra cui la numero 2 inglese That Ole Devil Called Love, a tutt'oggi il suo miglior piazzamento in classifica con un singolo. L'album di debutto, Alf, e la sua prima raccolta di successi, Singles, hanno raggiunto entrambi il numero 1 nella classifica degli album nel Regno Unito. Altri successi sono arrivati dal suo secondo album, Raindancing, piazzatosi al numero 2 come anche in seguito l'album The Minutes, e la raccolta di cover, Voice, che raggiunto il numero 7.
La cantante ha vinto per due volte i Brit Awards come "British Female Solo Artist" (artista solista femminile britannica), nel 1985 e nel 1988, e l'Icon Award ai Silver Clef Awards nel 2013. Ha ottenuto anche una nomination ai Grammy Awards del 1993, nella categoria "Miglior interpretazione vocale rock femminile", per il brano It Won't Be Long. Ha avuto un'esperienza di successo anche come attrice di teatro, interpretando nel 2001 il ruolo della matrona Mama Morton nel musical Chicago.

## Biografia
Geneviève Alison Jane Moyet a nasce a Billericay, nella contea inglese dell'Essex, da padre francese e madre britannica. Cresce a Basildon frequentando dapprima la Janet Duke Junior School ed in seguito James Hornsby School. Lasciata la scuola all'età di 16 anni, lavora come commessa e diventa accordatrice di pianoforti. Tra la fine degli anni settanta e l'inizio degli anni ottanta, con il soprannome "Alf", prende parte di una serie di gruppi punk rock, pub rock e blues, attivi nell'area sud-orientale dell'Essex, tra cui The Vandals, The Screamin' Ab Dabs, The Vicars e The Little Roosters.

### Anni 1980: gli Yazoo e il debutto come solista
Nel 1981, ha inizio la sua carriera pop mainstream, quando forma il duo electropop Yazoo, insieme all'ex membro fondatore dei Depeche Mode, il tastierista Vince Clarke. A causa dell'omonimia con un'etichetta discografica locale, la Yazoo Records, negli USA il duo cambia il nome in Yaz. Gli Yazoo ottengono diversi successi in formato singolo, tra cui Only You, Don't Go, Situation e Nobody's Diary, contenuti nei due album Upstairs at Eric's, del 1982 e You and Me Both del 1983. Il gruppo diventa famoso proprio grazie alla riuscita unione dei suoni elettronici, tipici di Clarke, con la calda voce soul caratteristica di Moyet.
Nel 1983, Clarke decide di sciogliere gli Yazoo, proseguendo la sua attività prima con The Assembly, quindi con gli Erasure, mentre Moyet inizia la sua carriera da solista firmando un contratto con la Columbia Records/CBS.
Nel 1984, Moyet pubblica l'album del debutto solista, Alf, dal soprannome che aveva adottato nel periodo punk, prodotto dal duo di produttori britannici Jolley & Swain. Il disco viene composto dai due produttori, insieme alla stessa Moyet, ad eccezione del brano Invisible, scritto esclusivamente per lei da Lamont Dozier. Alf ottiene successo nel Regno Unito, dove raggiunge la vetta della classifica degli album, producendo tre singoli internazionali di successo, Love Resurrection, All Cried Out e Invisible. Negli Stati Uniti, Invisible, il singolo che dei tre riscuote meno successo nel Regno Unito, entra invece nella Top 40 di Billboard. In alcuni paesi europei, ma non nel Regno Unito, l'etichetta sfrutta il grande successo ottenuto dall'album, pubblicando un quarto singolo extra, intitolato For You Only. Successivamente, in più occasioni Moyet ha dichiarato che non avrebbe più eseguito dal vivo Invisible perché il brano non la rappresenta più.
Nel 1985, Moyet canta al Live Aid in duetto con Paul Young, per poi tornare sul palco fuori programma insieme a Paul McCartney, David Bowie, Pete Townshend e Bob Geldof per coprire con la sua voce un guasto che rese muto il microfono di Paul McCartney durante la prima strofa di Let It Be dei Beatles. Lo stesso anno, durante la promozione finale di Alf, pubblica una cover del classico That Ole Devil Called Love, non compresa nell'album; il singolo arriva fino al numero 2 nella classifica dei singoli nel Regno Unito, la numero 1 in Nuova Zelanda e la numero 5 nei Paesi Bassi.
Nel 1986, ottiene un altro grande successo in madrepatria con il singolo Is this Love? (scritto insieme a Dave Stewart degli Eurythmics, sotto lo pseudonimo Jean Guiot), seguìto, nel 1987, dal secondo album solista, Raindancing. Produce anche altri singoli di successo, tra cui una cover dei Floy Joy, Weak in the Presence of Beauty, Ordinary Girl, Sleep Like Breathing, duetto con Jim Kerr dei Simple Minds, la cui partecipazione, a causa di problemi di casa discografica, non viene accreditata.
Lo stesso anno pubblica un'altra cover, Love Letters, che raggiunge il numero 4 nel Regno Unito e partecipa con altri artisti all'album natalizio A Very Special Christmas, incidendo una cover del brano The Coventry Carol.

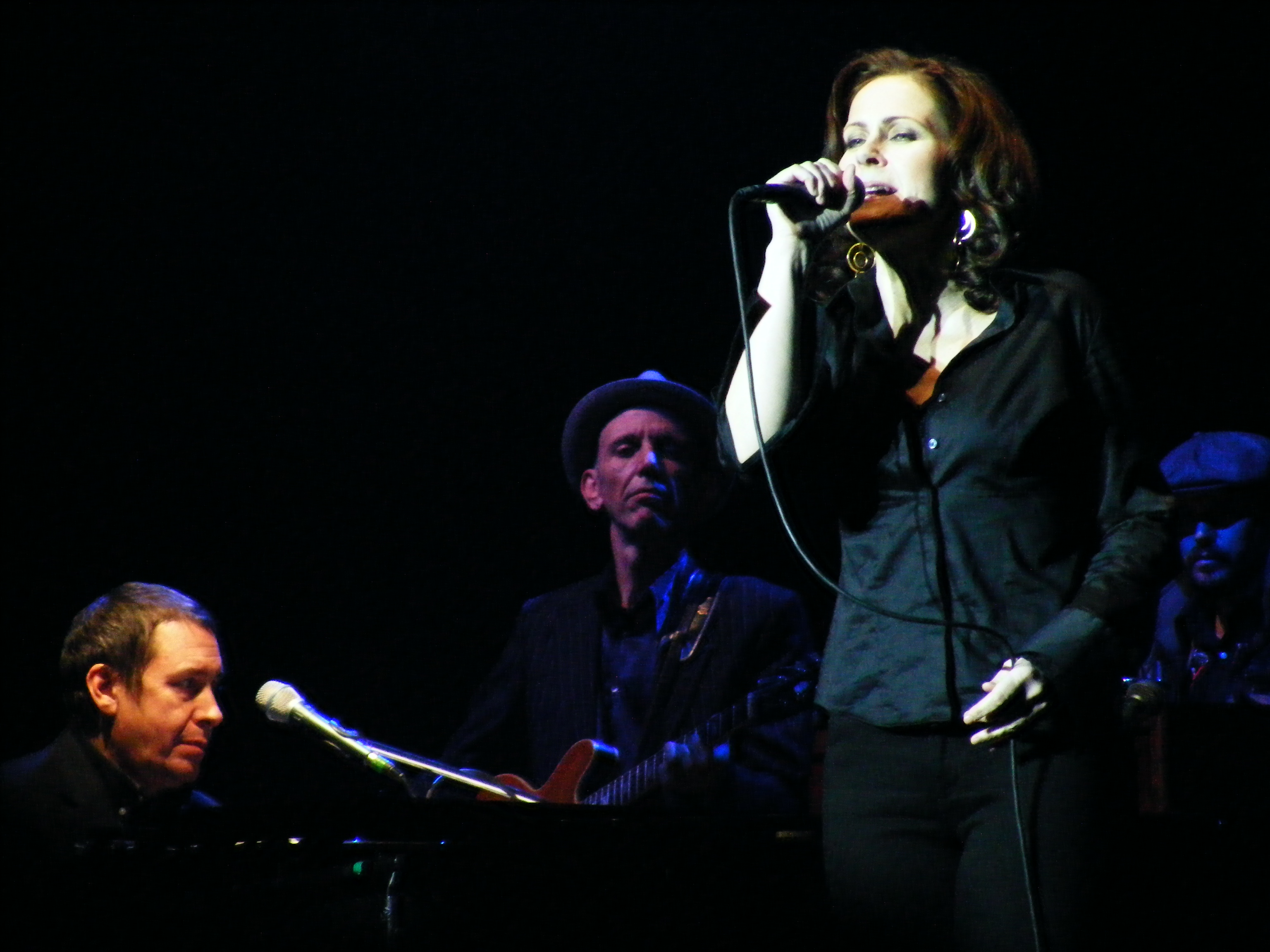
Alison Moyet con i Jools Holland's Rhythm and Blues Orchestra, Apollo Theatre di Manchester a dicembre 2010

### Anni 1990: i nuovi album e il periodo di pausa forzata
Dopo un periodo di riflessione personale e professionale, nel 1991, esce il terzo album, Hoodoo, che, segna l'inizio della lunga collaborazione con Pete Glenister, allontanandosi dal pop leggero di Raindancing, e connotandosi invece come un album più introspettivo, orientato verso il sociale. Nonostante lo scarso supporto e promozione dall'etichetta, l'album ottiene un buon successo di vendite nel Regno Unito, sfiorando la Top 10, facendo candidare Moyet alla nomination per un Grammy Award negli Stati Uniti con il singolo It Won't Be Long. L'uscita dell'album segna l'inizio di quella che sarebbe diventata una lunga battaglia per garantirsi il controllo completo della direzione artistica da intraprendere. Come molti altri artisti, Moyet è riluttante a registrare brani leggeri di pop radiofonico e da classifica, che abbiano come unico scopo quello di diventare dei successi usa e getta.
Il quarto album, Essex, esce nel 1994. Il titolo, dal nome della sua contea di nascita, suggerisce che si tratta di un lavoro personale, improntato alle atmosfere cupe e introspettive caratterizzanti il disco precedente. Anche in questa occasione nasceranno controversie causate dall'insoddisfazione della Casa discografica, diventata nel frattempo il colosso Sony Music, che obbliga Moyet a registrare di nuovo e riprodurre alcune delle tracce dell'album, insistendo soprattutto sulla presenza di bonus tracks, costituite da remix, allo scopo di creare un prodotto più commerciale. Il singolo Whispering Your Name è l'unico dei quattro estratti a raggiungere la Top 20, arrivando fino al numero 18, mentre gli altri tre, Falling, Getting into Something e Ode to Boy II (seconda parte di Ode to Boy, scritto con gli Yazoo) si posizionano tra la Top 40 e la Top 60 inglese. Quanto all'album, rimarrà il più basso in classifica nella carriera di Moyet.
Dopo la pubblicazione di Essex, la Sony Music fa uscire la prima di una serie ravvicinata di raccolte di successi di Alison Moyet. Con la compilation Singles del 1995, l'etichetta ottiene finalmente il successo commerciale. L'album entra infatti direttamente al numero 1 nella classifica degli album nel Regno Unito, anche se i due brani inediti, inseriti nella compilation The First Time Ever I Saw Your Face e Solid Wood, pubblicati come singoli, avranno vita breve. Seguirà un tour britannico di concerti dal vivo, al termine del quale verrà ripubblicata in un doppio CD la raccolta Singles, contenente anche un bonus disc live, intitolato Live (No Overdubs), che raggiunge il primo posto nella classifica britannica.
Lo stesso anno esegue alla BBC, insieme alla cantante irlandese Sinéad O'Connor, il brano Where Is a Woman to Go?, durante il programma televisivo Later... with Jools Holland, una delle ultime apparizioni di Dusty Springfield.
A causa di continue liti e disaccordi con la Sony Music, Moyet non registrerà alcun album di inediti di studio per oltre otto anni, dopo la pubblicazione di Essex. Durante questo periodo, comunque, metterà la sua voce al servizio di altri artisti, collaborando a brani di Tricky, Sylk-130, Ocean Colour Scene, The Lightning Seeds e King Britt, e partecipando anche alla tranche britannica della tournée dei Lilith Fair.

### Anni 2000: la ripresa e i tour
Il 2001 vede l'uscita di un'altra raccolta, The Essential Alison Moyet, completata nel 2002 da un DVD omonimo.
Nell'agosto del 2002, scaduto il contratto con la Sony Music, Moyet firma con l'etichetta Sanctuary Records, pubblicando il suo quinto album di inediti, Hometime, prodotto dal team The Insects, già produttori per i Massive Attack e per Madonna. La pubblicazione del nuovo album, che raggiunge il numero 18 in classifica nel Regno Unito, lancia Moyet nella top 5 delle artiste britanniche più vendute del 2002. Lo stesso anno, riceve una nomination per il BRIT Award nella categoria "Artista solista femminile britannica", venendo nominata anche per il premio Mercury Music Prize per l'album Hometime.
Il 6 settembre del 2004 esce Voice, una compilation di cover che raggiunge il numero 7 della classifica del Regno Unito. Prodotto e realizzato da Anne Dudley, vincitrice di un Academy Award, l'album verrà ristampato con le bonus track Alfie e Almost Blue. Nel 2006, a completamento della compilation, viene pubblicato il DVD One Blue Voice, contenente una raccolta di cover.
Nel dicembre del 2006, Alison Moyet firma un nuovo contratto discografico con la W14, la nuova etichetta della Universal Music Group. Il nuovo album, The Turn, è uscito il 15 ottobre 2007, preceduto di una settimana dal primo singolo, One More Time, e seguìto, qualche tempo dopo, dal secondo estratto, A Guy Like You. L'album è entrato nella classifica degli album al numero 21 una settimana dopo la sua pubblicazione. Poco dopo l'uscita di The Turn, Moyet lascia anche l'etichetta W14.
A metà del 2008, Alison Moyet e Vince Clark si esibiscono in una serie di concerti dal vivo in una reunion degli Yazoo.
Il 19 ottobre 2009 Sony Music pubblica The Best of Alison Moyet, una raccolta di brani selezionati personalmente da Moyet dai suoi sette album come solista. L'edizione deluxe, The Best of: 25 Years Revisited, contiene un disco aggiuntivo, con re-incisioni di brani più vecchi. Moyet promuove la raccolta con un tour nel Regno Unito e in Irlanda tra novembre e dicembre 2009. Sempre nel 2009, Moyet canta come corista nel singolo Waiting dei My Robot Friend.

### Anni 2010 in poi: il ritorno al synth-pop

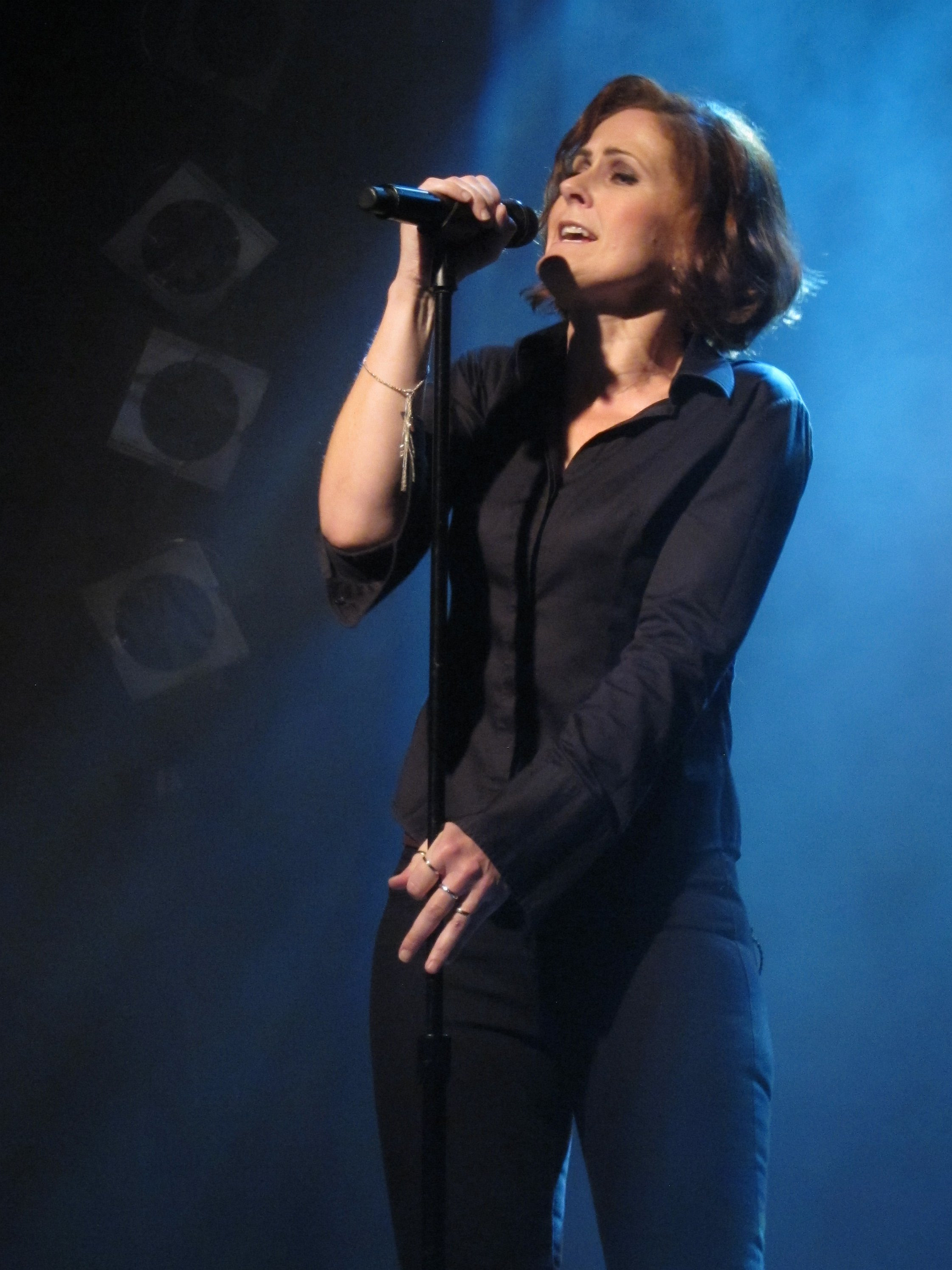
Alison Moyet ad Amburgo nel settembre 2013

Nel corso del 2010, Moyet accompagna Jools Holland nel suo tour nel Regno Unito; nello stesso anno partecipa all'album Rocking Horse di Holland, cantando come voce femminile nel brano The Man That Got Away.
Nel gennaio 2012 Moyet compare con Heather Peace al concerto finale del primo album in studio di Peace, Fairytales.
Moyet annuncia su BBC Radio 6 Music che nel corso del 2012 avrebbe pubblicato un nuovo album con Guy Sigsworth, salvo affermare a febbraio dello stesso anno "A quanto pare, ho rinunciato all'accordo di registrazione perché non faccio reality-show. Nessuno sente il bisogno di realizzare un album tanto male". In un'intervista rilasciata a Touchbase il giugno successivo, Moyet conferma che le registrazioni del suo album stavano comunque proseguendo, ma senza fretta.
Il 22 gennaio 2013 Moyet firma un contratto globale con l'etichetta londinese Cooking Vinyl. In precedenza, Sony Music aveva annunciato la pubblicazione delle versioni rimasterizzate digitalmente dei primi quattro album solisti di Moyet  (Alf, Raindancing, Hoodoo e Essex), con l'aggiunta di materiale bonus e dei lati B dei singoli; a febbraio 2013 però Moyet dichiara che il progetto, ideato da Sony, era sì iniziato ma poi è stato sospeso.
Il 6 maggio 2013 il nuovo album The Minutes esce nel Regno Unito, preceduto il 1º aprile dal singolo When I Was Your Girl, seguito a ottobre da un tour promozionale nel Regno Unito e in Irlanda. Nel descrivere il disco Moyet dichiarò: "Ho evitato di ascoltare qualsiasi cosa durante la scrittura e la registrazione di questo album, scegliendo di lasciarmi guidare dalla mia voce melodica, quella che mi ritrovo dopo trent'anni. Guy Sigsworth mi riporta al mondo dei programmatori sposandolo con una musicalità perfetta. Lo stavo aspettando. Abbiamo realizzato un album senza curarci dell'immagine che l'industria associa alle donne di mezza età, evitando tutti i discorsi su pubblico, demografia e cover jazz promozionali. Senza dubbio, questa è stata la mia esperienza in studio più felilce". The Minutes ha esoridto al numero 5 della UK Albums Chart, il debutto più alto dai tempi di Raindancing (1987).
A luglio 2013 Moyet annuncia di aver iniziato a scrivere materiale nuovo per il seguito di The Minutes.
Il 16 ottobre 2013 Moyet si esibisce su ITV1 come ospite nella trasmissione The One and Only Cilla Black che celebra i cinquant'anni di carriera di Cilla Black, cantando Anyone Who Had a Heart.
Il 10 novembre 2014 Moyet pubblica l'album live Minutes and Seconds - Live, registrato durante il The Minutes Tour.
Il 30 luglio 2015 viene annunciata la pubblicazione della versione deluxe degli album Hometime, Voice e The Turn dove ogni album contiene materiale aggiuntivo, comprese alcune registrazioni rare e ancora inedite.
Il 21 settembre 2015 Moyet canta allo spettacolo organizzato da Burberry in occasione della London Fashion Week e la sua esibizione dal vivo viene pubblicata due giorni dopo come EP digitale dal titolo Live for Burberry.
Il 27 settembre 2016 viene annunciata l'uscita per l'etichetta BMG della versione rimasterizzata dei primi quattro album in studio (Alf, Raindancing, Hoodooo ed Essex) in edizione deluxe; ogni album viene pubblicato sotto forma di disco doppio, con versioni remix estese, i lati B e brani rimasti inediti
Il 16 giugno 2017 esce con l'etichetta Cooking Vinyl il nono album in studio, Other, coprodotto da Guy Sigsworth e descritto come "un pop elettronico intelligente e avventuroso", seguito da settembre a dicembre dello stesso anno dal tour mondiale The Other Tour.
Nell'ottobre 2017 Moyet appare come artista ospite nell'album acustico MTV Unplugged Summer Solstice del gruppo norvegese A-ha, eseguendo il brano Summer Moved On, registrato a giugno 2017 nell'isola di Giske, in Norvegia.
Il 20 aprile 2018 Moyet pubblica il suo secondo album dal vivo, The Other Live Collection, registrato durante il The Other Tour.
Il 14 giugno 2024 esce il singolo Such Small Ale che anticipa il decimo album in studio Key.

## Attività teatrale
Debutta in teatro a Londra, nel 2001, nel musical Chicago, ottenendo il plauso della critica. Recita il ruolo della matrona "Mama" Morton per un periodo di sei mesi.
Nel 2006 compare nella pièce teatrale Smaller, imbarcandosi in una tournée regionale, prima di approdare al Lyric Theatre di Londra. Oltre a recitare il ruolo della co-protagonista, insieme all'attrice comica Dawn French, Moyet compone tre nuove canzoni per la produzione, inserite nel suo album The Turn.

## Vita privata
In prime nozze ha sposato Malcolm Lee, un parrucchiere ed ex-pompiere, con cui ha avuto un figlio nel 1985. Moyet ha anche due figlie, la prima avuta nel 1988 con l'ex-compagno Kim McCarthy e la seconda avuta nel 1996 con il secondo marito David Ballard.
Moyet ha parlato apertamente delle sue battaglie contro il peso (si è sottoposta a un percorso di dimagrimento perché «non voleva diventare una vecchia obesa») e contro l'agorafobia, nonché delle sfide che ha dovuto affrontare a causa della dislessia e della sindrome da deficit di attenzione e iperattività.
Il 14 ottobre 2014 Moyet ha ricevuto un Gold Badge Award dalla Ivors Academy, una delle principali associazioni di autori musicali professionisti del Regno Unito.
Nel 2023, a 62 anni, ha conseguito una laurea in stampa artistica presso l'Università di Brighton.

## Discografia

### Album in studio
- 1984 - Alf
- 1987 - Raindancing
- 1991 - Hoodoo
- 1994 - Essex
- 2002 - Hometime
- 2004 - Voice
- 2007 - The Turn
- 2013 - The Minutes
- 2017 - Other

### Live
- 2014 - Minutes and Seconds - Live
- 2018 - The Other Live Collection

### Raccolte
- 1995 - Singles
- 1996 - Singles/Live (No Overdubs)
- 2001 - The Essential Alison Moyet
- 2009 - The Best of: 25 Years Revisited

### EP
- 2014 - Live at Bush Hall
- 2015 - Live for Burberry

### Singoli
- 1984 - Love Resurrection
- 1984 - All Cried Out
- 1984 - Invisible
- 1985 - For You Only
- 1985 - That Ole Devil Called Love
- 1986 - Is this Love?
- 1987 - Weak in the Presence of Beauty
- 1987 - Ordinary Girl
- 1987 - Sleep Like Breathing
- 1987 - Love Letters
- 1991 - It Won't Be Long
- 1991 - Wishing You Were Here
- 1991 - This House
- 1991 - Hoodoo
- 1993 - Falling
- 1994 - Whispering Your Name
- 1994 - Getting into Something
- 1994 - Ode to Boy II
- 1995 - The First Time Ever I Saw Your Face
- 1995 - Solid Wood
- 2002 - Should I Feel that it's Over
- 2002 - Do You Ever Wonder
- 2003 - More
- 2004 - Almost Blue/Alfie
- 2007 - One More Time
- 2007 - A Guy Like You
- 2007 - Changeling
- 2013 - When I Was Your Girl
- 2013 - Love Reign Supreme
- 2013 - Changeling
- 2017 - Reassuring Pinches
- 2017 - The Rarest Bird
- 2024 - Such Small Ale

### DVD
- 2002 - The Essential Alison Moyet (raccolta di successi)
- 2005 - One Blue Voice (raccolta di cover)